# Врело-Кореницько
44°46′ пн. ш. 15°40′ сх. д. / 44.76° пн. ш. 15.66° сх. д.
Врело-Кореницько (хорв. Vrelo Koreničko) — населений пункт у Хорватії, у Лицько-Сенській жупанії у складі громади Плитвицька Єзера.

## Населення
Населення за даними перепису 2011 року становило 123 осіб.
Динаміка чисельності населення поселення:

## Клімат
Середня річна температура становить 7,11 °C, середня максимальна – 20,91 °C, а середня мінімальна – -8,29 °C. Середня річна кількість опадів – 1388 мм.
| Клімат поселення                              | Клімат поселення | Клімат поселення | Клімат поселення | Клімат поселення | Клімат поселення | Клімат поселення | Клімат поселення | Клімат поселення | Клімат поселення | Клімат поселення | Клімат поселення | Клімат поселення | Клімат поселення |
| Показник                                      | Січ.             | Лют.             | Бер.             | Квіт.            | Трав.            | Черв.            | Лип.             | Серп.            | Вер.             | Жовт.            | Лист.            | Груд.            |                  |
| Середній максимум, °C                         | 4,89             | 5,58             | 8,61             | 12,64            | 17,52            | 20,83            | 20,91            | 20,48            | 16,62            | 12,24            | 7,14             | 3,24             |                  |
| Середня температура, °C                       | −1,7             | −1               | 2,02             | 6,05             | 10,94            | 14,24            | 16,60            | 16,17            | 12,31            | 7,92             | 2,83             | −1,07            |                  |
| Середній мінімум, °C                          | −8,29            | −7,6             | −4,57            | −0,54            | 4,34             | 7,65             | 12,29            | 11,86            | 7,99             | 3,61             | −1,49            | −5,38            |                  |
| Норма опадів, мм                              | 96               | 101              | 106              | 120              | 106              | 108              | 79               | 93               | 130              | 145              | 168              | 136              |                  |
| Середньомісячна швидкість вітру, м/с          | 2.26             | 2.38             | 2.60             | 2.50             | 2.32             | 2.06             | 2.02             | 1.92             | 2.02             | 2.21             | 2.41             | 2.50             |                  |
| Середньомісячна сонячна радіація, кДж/м²·день | 4592             | 7282             | 10707            | 15107            | 19102            | 21114            | 22822            | 19666            | 14556            | 9479             | 5082             | 3879             |                  |
| --------------------------------------------- | ---------------- | ---------------- | ---------------- | ---------------- | ---------------- | ---------------- | ---------------- | ---------------- | ---------------- | ---------------- | ---------------- | ---------------- | ---------------- |
| Джерело:                                      |                  |                  |                  |                  |                  |                  |                  |                  |                  |                  |                  |                  |                  |